# 平野綾★ミッドナイトレディオ
『平野綾★ミッドナイトレディオ』（ひらのあや・ミッドナイトレディオ）は、2009年10月10日より2010年10月2日まで文化放送で放送されていたラジオ番組。パーソナリティは平野綾。

## 番組内容
番組前半はフリートークとリスナーからのお便りを紹介しながら話を膨らます。後半はコーナーを消化していく。

## 放送時間
毎週土曜日 25:30 - 26:00

## コーナー
- いい綾、悪い綾、ホントの綾
  - 平野綾を三段落ちで追求していくコーナー
- 綾コミュ　
  - 変わった癖等を持った仲間を募るコーナー。